# اورماره
اورماره نام یک شهر بندری است در سواحل مکران، بخش گوادر ایالت بلوچستان پاکستان. این شهر بر سر راه گوادر به کراچی قرار دارد. مردمان آن بیشتر بلوچند. نیمی از ایشان سنی‌مذهبند و مابقی ذکری.